# Lamine Diane
Lamine Diane (Dakar, Senegal; 17 de abril de 1998) es un baloncestista senegalés que pertenece a la plantilla del ASC Ville de Dakar de la Nationale 1 Masculin de su país. Con 2,01 metros de estatura, juega en la posición de alero.

## Trayectoria deportiva

### Universidad
Jugó dos temporadas con los Matadors de la Universidad Estatal de California,Northridge, en las que promedió 25,1 puntos, 10,9 rebotes, 2,8 asistencias, 2,0 tapones y 1,7 robos de balón por partido. En su primera temporada fue elegido debutante del año y también Jugador del Año de la Big West Conference, galardón que repitió la temporada siguiente.
Al término de su segunda temporada, se declaró elegible para el Draft de la NBA, renunciando a los dos años universitarios que le faltaban por cumplir.

#### Estadísticas
| Año     | Equipo               | PJ | PT | MPP  | %TC  | %3P  | %TL  | RPP  | APP | ROB | TPP | PPP  |
| ------- | -------------------- | -- | -- | ---- | ---- | ---- | ---- | ---- | --- | --- | --- | ---- |
| 2018–19 | Cal State Northridge | 33 | 33 | 35.3 | .485 | .304 | .522 | 11.2 | 2.1 | 1.5 | 2.2 | 24.8 |
| 2019–20 | Cal State Northridge | 19 | 19 | 35.9 | .480 | .286 | .663 | 10.2 | 2.8 | 1.7 | 2.0 | 25.6 |
| Total   | Total                | 52 | 52 | 35.5 | .483 | .291 | .580 | 10.8 | 2.3 | 1.6 | 2.1 | 25.1 |

### Profesional
Tras no ser elegido en el Draft de la NBA de 2020, el 3 de diciembre fichó por los Philadelphia 76ers, pero fue despedido cuatro días más tarde. Poco después fue incorporado a la plantilla del filial en la  NBA G League, los Delaware Blue Coats, haciendo su debut el 11 de febrero de 2021.
En octubre de 2023 se unió como refuerzo a los Cape Town Tigers de Sudáfrica para disputar el Road to BAL.